# Per Eric Asplund
Per Eric Anders Asplund, född 6 juli 1952 i Eskilstuna, är en svensk skådespelare och koreograf.
Asplund studerade vid Danshögskolan Stockholm (Mimlinjen), 1976–1980. Efter studierna har han varit engagerad vid Mimensemblen, Teater Bouffones, Unga Riks, Gottsunda Teater, Uppsala Stadsteater och Dramaten.[källa behövs]

## Filmografi
- 1986 – Just Another Day (kortfilm)